# Наварра (автономное сообщество)
Нава́рра (исп. Comunidad Foral de Navarra, баск. Nafarroako Foru Erkidegoa) — прежде королевство, ныне автономное сообщество и провинция на севере Испании, у южной подошвы западных Пиренеев, на границе с Францией.
Площадь — 10 391 км². Население — 647 554 жителей (2019), преимущественно это этнические баски (около 47 %). Важнейший город Наварры и её административный центр — Памплона (Ирунья).

## География
Северная часть Наварры, Монтана, целиком занята отрогами южных Пиренеев (высшая точка — пик Ани[уточнить], 2504 м), южная часть находится на плато высотой 400—500 м. Средняя температура января в Памплоне составляет около 2,5 °C, июля — 20 °C. Провинция орошается рекой Эбро, с притоками протекающей в основном по южной границе, с притоками Эга и Арагон, а также рекой Бидассоа (на севере). Леса (преимущественно широколиственные) имеются лишь в горной части провинции, плато занято солончаковыми степями.

## История
Нынешняя испанская провинция Наварра составляет лишь южную половину одноимённого средневекового королевства — Верхнюю Наварру: Нижняя Наварра, расположенная на северном склоне Пиренеев, входит в состав Франции.
Древнейшими известными жителями Наварры были васконы, потомками их являются баски. Наварра, как и вся территория Испании, последовательно покорялась римлянами, свевами, вестготами (в VI веке), маврами (в VIII веке).
В 778 году Карл Великий занял большую часть территории Наварры, оттеснив мавров, но вскоре потерпел поражение от басков, разбивших предводителя его войск — знаменитого Роланда, и вынужден был уступить почти все завоёванные земли. Его сын, король Аквитании, в начале IX века восстановил испанскую монархию, в состав которой вошла Наварра. Вследствие раздоров во франкском королевстве жители Наварры обрели независимость и избрали своим графом Санчо I Гарсеса, считавшегося потомком вестготского короля Реккареда; завоевав Памплону, он в 905 году провозгласил самостоятельное королевство Наварра; отвоевав у сарацин район верхнего Эбро, первый король Наварры умер в 925 году.
Наиболее успешным из потомков Санчо Гарсеса стал Санчо III Великий (правил около 1000—1035), завоевавший почти всю северную часть Иберийского полуострова и разделивший её между четырьмя сыновьями; Наварра досталась его сыну Гарсии. Вследствие раздела многие присоединённые Санчо III территории фактически стали самостоятельными королевствами. В 1076 году Наварра утратила независимость, попав под власть арагонского короля, отнявшего престол у Санчо IV. Впрочем, вскоре, в 1134 году, Наварра вновь стала независимым королевством во главе с Гарсией IV.
В 1234 году, после смерти Санчо VII, не имевшего наследников, в Наварре французским графом Тибо Шампанским была основана новая династия. Последняя представительница этой династии, Иоанна, вышла замуж за французского короля Филиппа IV Красивого; таким образом, Наварра перешла под контроль Франции.
По пресечении мужской линии Капетингов (1328) Наварру наследовала Иоанна II, дочь Людовика X, и правителем стал её муж, французский граф Филипп III. По смерти последнего власть перешла к его сыну, Карлу II Злому. Вместе с рукой его внучки, Бланки, в 1441 году королевство отошло к Хуану II Арагонскому; Наварра была соединена с Арагонским королевством на протяжении последующих 38 лет.
В 1479 году земли Наварры были объединены с Беарном: испанский король Хуан II завещал Наварру своей дочери, бывшей замужем за Гастоном, виконтом Беарнским. В 1484 году Наварра перешла дому Альбре, владевшему ею до 1512 года и потерявшему господство над этой частью Пиренейского полуострова в борьбе с испанским королём Фердинандом Католическим.
В Средние века экономическое развитие Наварры оставалось низким; городов на её территории было мало, в горах имелись крестьянские общины.
В 1517 году сын короля Иоанна, Генрих II, наследовал Нижнюю Наварру и Беарн. Его единственная дочь и наследница Жанна д’Альбре вышла замуж за Антуана де Бурбона. Её правление известно, прежде всего, введением в Наварре кальвинизма.
В 1589 году, вместе со вступлением её сына Генриха III на французский престол (под именем Генриха IV), Нижняя Наварра окончательно утратила самостоятельность и была включена в состав Франции. Впрочем, Наварра сохраняла ряд привилегий вплоть до Великой французской революции, а французские короли до 1830 года носили титул королей Франции и Наварры.
Верхняя Наварра находится в составе Испании по сей день. Она, в отличие от Нижней Наварры, сохраняла политические привилегии долго — до первой половины XIX века (так, до 1833 года она имела статус вице-королевства; старинные дворянские привилегии Наварры сохранялись до 1839 года). В 1808 году территория Верхней Наварры была занята войсками наполеоновской Франции; освобождена в 1814 году.
Во время карлистских войн 1833—1840 и 1872—1876 наваррцы поддерживали карлистов, пообещавших восстановить былую автономию Наварры. Результатом поражения карлистов стала утрата Наваррой многих привилегий. В 1876 году Наварра была лишена всяких остатков автономии и стала обычной испанской провинцией.
Во время Испанской революции 1931 Наварра — очаг крестьянских выступлений, направленных на полную ликвидацию феодальных отношений в провинции. В том же году Наварра была объединена со Страной Басков в единое автономное государство в составе Испании. В период гражданской войны 1936—39 гг. Наварра — на стороне националистов Франко, поощрявшего организации карлистов (боевые отряды «рекете»).
В 1975 году, после краха режима Франсиско Франко, Наварра стала одним из 17 автономных сообществ Испании.

## Административное деление
Территория автономного сообщества делится на 19 районов (комарок), 272 муниципалитета.
| Мериндад       | Адм. центр | Население, чел. (2012) | Площадь, км² | Муниципалитеты | Кол-во муниципалитетов |
| -------------- | ---------- | ---------------------- | ------------ | --- | ---------------------- |
| Тьерра-Эстелья | Эстелья    | 65 830                 | 2068,6       | Абайгар, Абарсуса, Аберин, Агилар-де-Кодес, Альин, Альо, Амескоа-Баха, Ансин, Андосилья, Аранараче, Арас, Лос-Аркос, Арельяно, Арманьянсас, Арронис, Артасу, Айеги, Асагра, Асуэло, Барбарин, Баргота, Эль-Бусто, Кабредо, Каркар, Сирауки, Десохо, Дикастильо, Эспронседа, Эстелья, Этайо, Эулате, Хеневилья, Гоньи, Гесалас, Гиргильяно, Игускиса, Лана, Лапобласион, Ларраона, Ласагурриа, Легариа, Лерин, Лесаун, Лодоса, Лукин, Маньеру, Мараньон, Мендавиа, Мендаса, Метаутен, Мирафуэнтес, Морентин, Муэс, Мурьета, Насар, Око, Олехуа, Отейса, Пьедрамильера, Салинас-де-Оро, Сан-Адриан, Сансоль, Сартагуда, Сесма, Сорлада, Торральба-дель-Рио, Торрес-дель-Рио, Ерри, Виана, Вильямайор-де-Монхардин, Вильятуэрта, Суньига | 72                     |
| Олите          | Олите      | 47 822                 | 1387,32      | Артахона, Барасоайн, Бейре, Бербинсана, Капарросо, Фальсес, Фунес, Гариноайн, Ларрага, Леос, Марсилья, Мендигорриа, Милагро, Миранда-де-Арга, Мурильо-эль-Куэнде, Мурильо-эль-Фруто, Олите, Олорис, Орисоайн, Перальта, Питильяс, Пуэйо, Сан-Мартин-де-Ункс, Сантакара, Тафалья, Ухуэ, Унсуэ | 27                     |
| Памплона       | Памплона   | 351 446                | 2438,2       | Адиос, Альсасуа, Ансоайн, Ануэ, Аньорбе, Арайс, Аракиль, Арано, Аранас, Арбису, Аресо, Арруасу, Атес, Бакайкоа, Бараньяйн, Басабуруа-Майор, Бастан, Бейнса-Лабайен, Беласкоайн, Вера-де-Бидасоа, Бериайн, Берриоплано, Берриосар, Бертис-Арана, Бетелу, Биуррун-Олькос, Бурлада, Ольса, Сириса, Сисур, Донамариа, Сантестебан, Эчарри, Эльгорриага, Энерис, Эрасун, Эргойена, Эчалар, Эчарри-Аранас, Эчаури, Эскабарте, Эскурра, Галар, Гойсуэта, Уарте-Аракиль, Имос, Ираньета, Ирурсун, Итурен, Итурменди, Иса, Хуслапения, Лакунса, Ланс, Ларраун, Легарда, Лейса, Лекумберри, Лесака, Мурусабаль, Обанос, Одьета, Ойс, Олайбар, Оласагутиа, Ольо, Оркойен, Памплона, Пуэнте-ла-Рейна, Сальдиас, Сумбилья, Тирапу, Укар, Ульсама, Урдакс, Урдиайн, Уррос-де-Сантестебан, Утерга, Видауррета, Вильява, Янси, Сабальса, Сиордиа, Сисур-Майор, Субьета, Сугаррамурди | 86                     |
| Сангуэса       | Сангуэса   | 84 595                 | 2070,8       | Абаурреа-Альта, Абаурреа-Баха, Айбар, Аойс, Арангурен, Арсе, Ариа, Ариве, Бургете, Бурги, Каседа, Кастильонуэво, Эгуэс, Эрро, Эслава, Эспарса-де-Саласар, Эстерибар, Эскарос, Эспроги, Гальипьенсо, Гальуэс, Гарайоа, Гарде, Гарральда, Гуэса, Вильянуэва-де-Аэскоа, Уарте, Ибаргойти, Исаба, Исагаондоа, Исальсу, Хауррьета, Хавьер, Леаче, Лерга, Льедена, Лисоайн, Лонгида, Лумбьер, Валькарлос, Монреаль, Наваскуэс, Ноайн, Очагавиа, Орбайсета, Орбара, Оронс, Орос-Бетелу, Ронсесвальес, Петилья-де-Арагон, Романсадо, Ронкаль, Сада, Сангуэса, Саррьес, Тьебас-Муруарте-де-Рета, Унсити, Уррауль-Альто, Уррауль-Бахо, Уррос-Вилья, Урсайнки, Устаррос, Видангос, Еса | 64                     |
| Тудела         | Тудела     | 97 099                 | 1526,7       | Аблитас, Аргедас, Барильяс, Буньуэль, Кабанильяс, Кадрейта, Каркастильо, Касканте, Кастехон, Синтруэниго, Корелья, Кортес, Фитеро, Фонтельяс, Фустиньяна, Мелида, Монтеагудо, Мурчанте, Рибафорада, Тудела, Тулебрас, Вальтьерра, Вильяфранка | 23                     |

## Языковое деление территории
В соответствии с форальным законом 18/86 от 15 декабря 1986 года, Наварра лингвистически подразделяется на 3 зоны по характеру распространения баскского языка: баскоязычная (с преобладанием баскоязычных), смешанная и небаскоязычная (с преобладанием испаноязычных).
В баскоязычной и смешанной зонах баскский язык имеет статус официального наряду с испанским, тогда как в небаскоязычной зоне официальным языком является только испанский. Официальный статус баскского предполагает среди прочего использование баскской топонимии и право гражданина использовать баскский язык при общении в государственных инстанциях (суде, муниципальной администрации и т. д.).
По данным переписи населения Испании 2001 года из общего числа жителей Наварры (536 989 человек) баскским языком в той или иной степени владеет 110 407 человек (20,6 %).
- в баскоязычной зоне проживает 53 632 человека. Из них на баскском языке говорит хорошо 33 420 человек (62,3 %), говорит с затруднением 7078 человек (13,2 %), не говорит 13 134 человека (24,5 %).
- в смешанной зоне проживает 288 953 человека. Из них на баскском языке говорит хорошо 27 462 человека (9,5 %), говорит с затруднением 31 403 человека (10,9 %), не говорит 230 088 человек (79,6 %).
- в небаскоязычной зоне проживает 194 404 человека. Из них на баскском языке говорит хорошо 4237 человек (2,2 %), говорит с затруднением 6807 человек (3,5 %), не говорит 183 360 человек (94,3 %).

Список 162 муниципалитетов баскоязычной и смешанной зон:
- Баскоязычная зона: Абаурреа-Альта (Абауррегайна), Абаурреа-Баха (Абауррепеа), Альсасуа (Альцашу), Ануэ, Арас (Араиц), Аранас (Аранца), Арано, Аракиль, Арбису, Аресо (Арешо), Ариа, Ариве (Арибе), Арруасу, Бакайкоа (Бакайку), Басабуруа Майор (Башабуруа), Бастан, Бертисарана, Бетелу, Бургете (Ауриц), Сьордиа, Донамариа, Эчалар, Эчарри-Аранас (Эчарри-Аранац), Эльгорриага, Эрасун (Эрацун), Эргоена, Эрро, Эстерибар (Эштеррибар), Эскурра, Гарайоа, Гарральда, Гойсуэта, Уарте-Аракиль, Имос (Имоц), Ираньета, Итурен, Итурменди, Лабаен, Лакунса (Лакунца), Ланс (Ланц), Ларраун, Лейса (Лейца), Лесака (Лешака), Ойс (Ойц), Оласагутиа (Оласти), Орбайсета (Орбайцета), Орбара, Ронсесвальес (Орреага), Сальдиас (Шальдиаш), Сантэстебан (Донэстебе), Сумбилья (Сунбилья), Ульсама (Ульцама), Урдакс (Урдасуби), Урдиайн, Уррос де Санэстебан (Урроц), Валькарлос (Лусайде), Вера де Бидасоа (Бера), Вильянуэва де Аэскоа (Ириберри), Янси (Иганци), Субьета, Сугаррамурди.
- Смешанная зона: Абарсуса, Ансоайн (Аншоайн), Аойс (Агойц), Арсе (Арци), Атес, Бараньяйн, Бурги, Бурлада (Бурлата), Сириса, Сисур, Эчарри, Эчаури, Эгуэс (Эгуэш), Эскарос (Эскаросе), Эспарса (Эшпарца), Эстелья (Лисарра), Эскабарте, Гарде, Гоньи, Гуэса (Горца), Гесалас (Гесалац), Уарте, Исаба, Иса, Исальсу (Ицальцу), Хауррьета (Дьяуррьета), Хуслапенья (Дьюшлапенья), Лесаун, Лисоайн, Очагавиа (Оцагабиа), Одьета, Олайбар, Ольса, Ольо, Оронс (Оронце), Орос-Бетелу, Памплона (Ирунья), Пуэнте ла Рейна (Гареш), Ронкаль (Эрронкари), Салинас де Оро, Сарриес (Сарце), Урсаинки, Устаррос (Устарросе), Видангос (Бидангосе), Видауррета (Бидауррета), Вильява (Атаррабиа), Ерри, Сабальса.
- Небаскоязычная зона включает все остальные муниципалитеты, преимущественно, в центре, на юге, востоке и юго-востоке автономного сообщества, где баскский язык не имеет никакого официального статуса, поскольку, как правило, им не владеет местное население. Однако в этой зоне есть муниципалитеты, где двуязычное население превышает 10 %, например, Тафалья, Сангуэса (Сангоса) и Лумбьер (Илунберри). Хотя количество хорошо владеющих баскским колеблется от 5 % в Тафалье и Сангуэсе до 10 % в Лумбьере. В других муниципалитетах, где имеются икастолы, таких как Фонтельяс, Лодоса и Вьяна, количество двуязычного населения составляет от 2 % до 8 %.

## Политика
Парламент Наварры состоит из 50 депутатов.

## Экономика
В животноводстве разводятся крупный рогатый скот и овцы. Плодородна долина реки Эбро на крайнем юге (выращивание пшеницы, сахарной свёклы, винограда). В Пиренеях развиты виноградарство, садоводство; издревле выращиваются каштаны и грецкие орехи; имеется незначительный лесной промысел.
Добывающая, деревообрабатывающая, бумажная, кожевенно-обувная, металлургическая, химическая, пищевая (сахарная и винодельческая) промышленность.